# Martin Wagner (architetto)
Martin Wagner (1885 – 1957) è stato un architetto e urbanista tedesco. È noto come Stadtbaurat (assessore all'urbanistica) della Berlino degli anni venti.

## Biografia

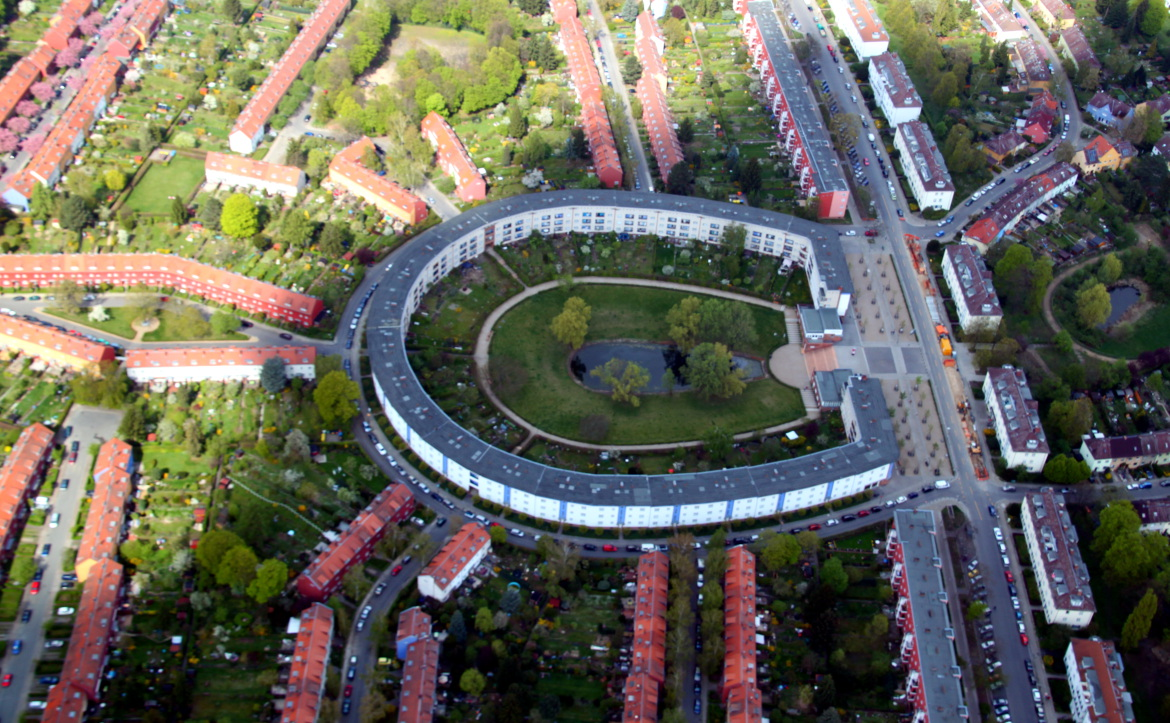
Il quartiere a ferro di cavallo di Berlino

Cofondatore (1924) delle società edili legate ai sindacati socialdemocratici (Gehag, Dewog) realizza fra l'altro con Bruno Taut il quartiere “a ferro di cavallo” a Berlino-Britz (1927), lo stabilimento balneare di Wannsee (1929), il concorso per Alexanderplatz.
Si può considerare l'organizzatore delle condizioni strutturali per la realizzazione delle famose Siedlungen di Berlino, i quartieri residenziali del movimento moderno.